# Lux (Alto Garona)
Lux (em occitano:  Lutz) é uma comuna francesa na região administrativa da Occitânia, no departamento do Alto Garona. Estende-se por uma área de 7.59 km², com 342 habitantes, segundo o censo de 2018, com uma densidade de 45 hab/km².